# クランベリー
クランベリー (Cranberry) とは、ツツジ科スノキ属ツルコケモモ亜属 (Oxycoccos) に属する常緑低木の総称。北半球、寒帯の酸性の沼地に見られる。
主な種はツルコケモモ（蔓苔桃）、ヒメツルコケモモ（姫蔓苔桃）、オオミツルコケモモ（大実蔓苔桃）、アクシバ（灰汁柴、青木柴）。果実は飲料用、食用、薬用、ヘルスケアに利用され、安息香酸を含有している。

## 特徴

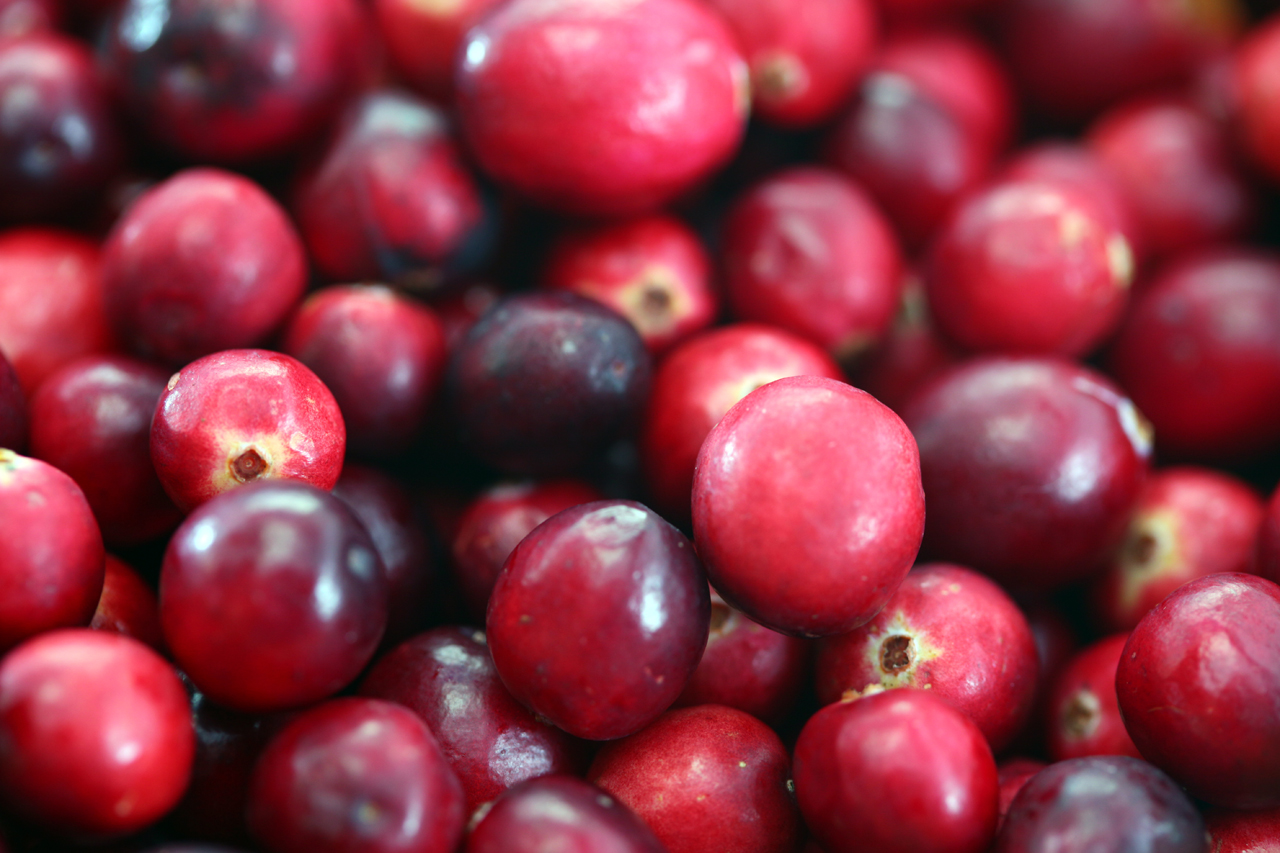
クランベリー

果実は生食もできるが、酸味が強く、菓子やジャム、ペミカン、クランベリージュースに加工される原料となる。七面鳥の丸焼きに添える甘いクランベリーソースは、アメリカ合衆国とカナダの感謝祭には欠かせない。
原産地はヨーロッパ、北米。高さ10センチメートル (cm) 程度の矮小な低木（矮性灌木）で、トゲのある枝は蔓性で細く、地面を這うように伸びて、小さな常緑の葉をつける。花はダークピンクで反り返った花弁をもつ。果実は1 - 2センチメートル (cm) 大の球形で、熟すると果皮は白色から赤色になる。中が4室に分かれた空洞になっており、果肉は乳白色である。加工用など傷が付いてもさほど支障のない場合、クランベリー畑に木が完全に沈むほどまで水をはり、水中で木を揺すると果実が外れて水面に浮かぶので、大型機械で果実をすくい取って収穫する。なお、畑にはった水はクランベリーの木を冷害から守る効果もあるため、春まで水を抜かずにそのまま越冬させる。

## 種類
クランベリーには以下の4種類がある。

### Oxycoccos節
ツルコケモモ
学名：Vaccinium oxycoccos
英名：Common Cranberry, Northern Cranberry
分布：北ヨーロッパ、北アジア、北アメリカ北部など、北半球の寒い地域に分布。
特徴：葉は5-10 mm。花は細く毛深い茎の先につき、ダークピンクで紫色の穂がある。果実は小さく薄いピンク色。
ヒメツルコケモモ
学名：Vaccinium microcarpum
英名：Small Cranberry
分布：北ヨーロッパ、北アジアに分布。
特徴：葉はツルコケモモより三角で花茎に毛はない。
オオミツルコケモモ、ベアベリー
学名：Vaccinium macrocarpon
英名：Large cranberry, American Cranberry, Bearberry
分布：北アメリカ北東部に分布。
特徴：ツルコケモモより葉は長く10-20 mmある。

### Oxycoccoides節
アクシバ
学名：Vaccinium erythrocarpum (Vaccinium japonicum)
英名：Southern Mountain Cranberry
分布：北米アパラチア山脈南部の高地と東アジアに自生する。
特徴：

### その他
同属のコケモモが英語でマウンテンクランベリー (mountain cranberry) と呼ばれることがあるが、リンゴンベリー (lingonberry) の方がより一般的である。

## 名前の由来と歴史

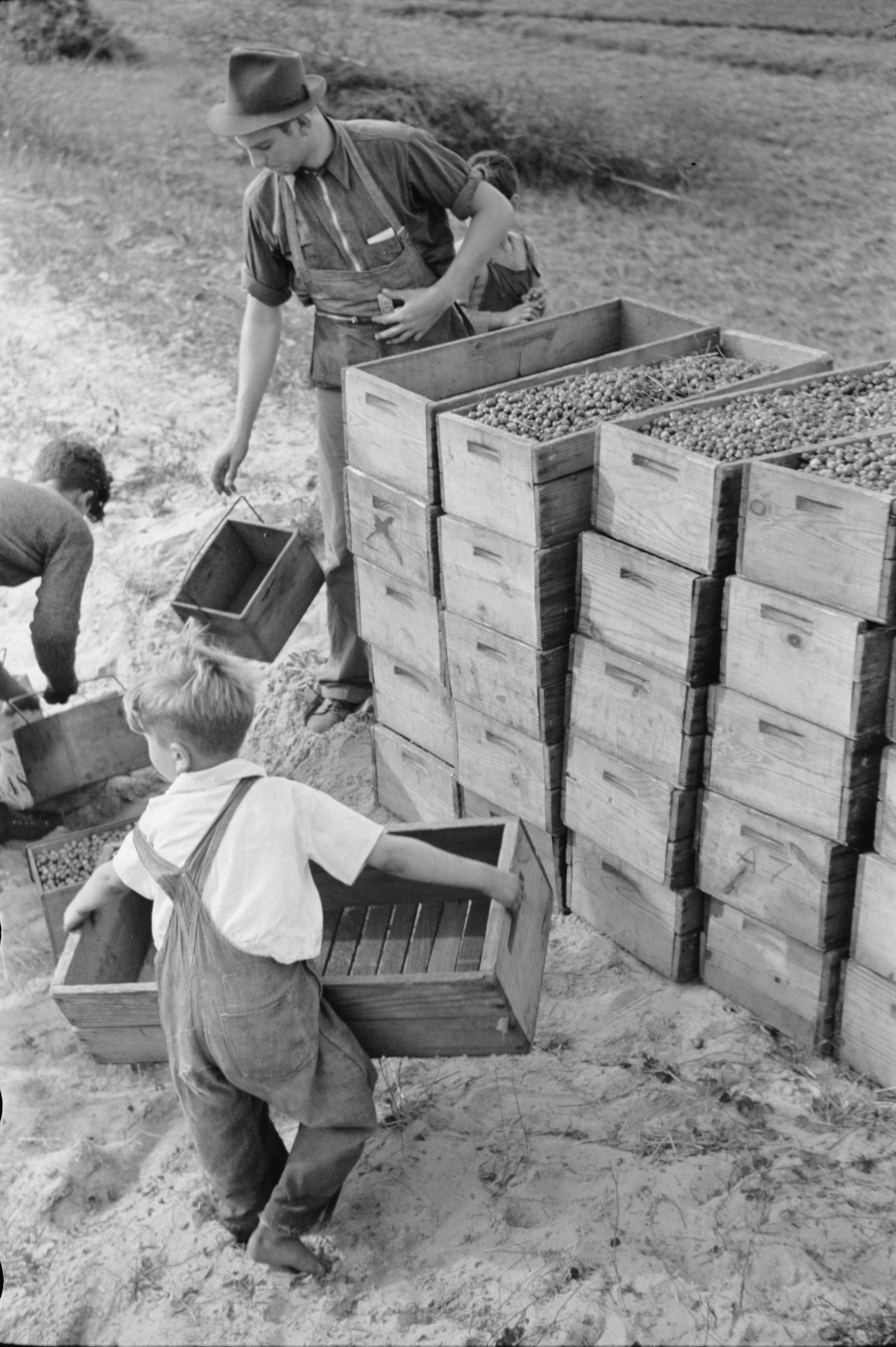
1939年、『Child Labor, Cranberry Bog 』アーサー・ロススタイン。ブルックリン美術館所蔵。

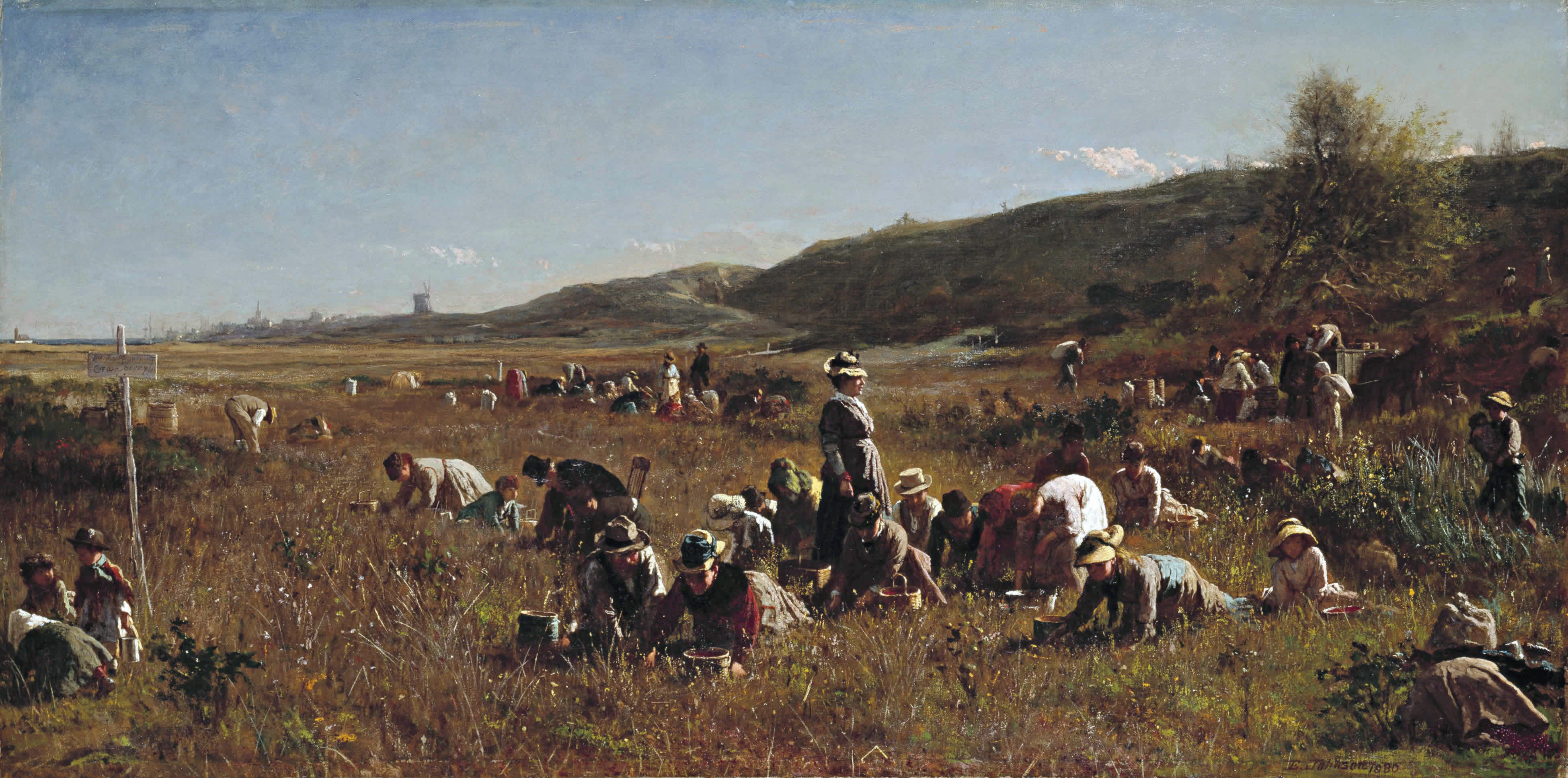
1880年、『ナンタケット島のクランベリーの収穫』イーストマン・ジョンソン。

鶴 (crane) のベリー (berry) の意味。花が咲くとき、茎がつるのように曲がり、花の形が鶴に似ている。名前の由来には諸説あり、アメリカの初期のヨーロッパ系移民が花が開く前の茎、萼、花弁が鶴の首、頭、くちばしに似ていることから名付けたとされる。クランベリーが鶴の好物であるということに由来するとする説もある。カナダ北東部では「モスベリー」と呼ばれる。フェンに原生していたことから英語圏では「フェンベリー」とも呼ばれる。17世紀、ニューイングランドでは熊が好むことから「ベアベリー」と呼ばれることもあった。
なお、ニシンの体積を測る単位クラン（cran、37.5ガロン）とは無関係である。

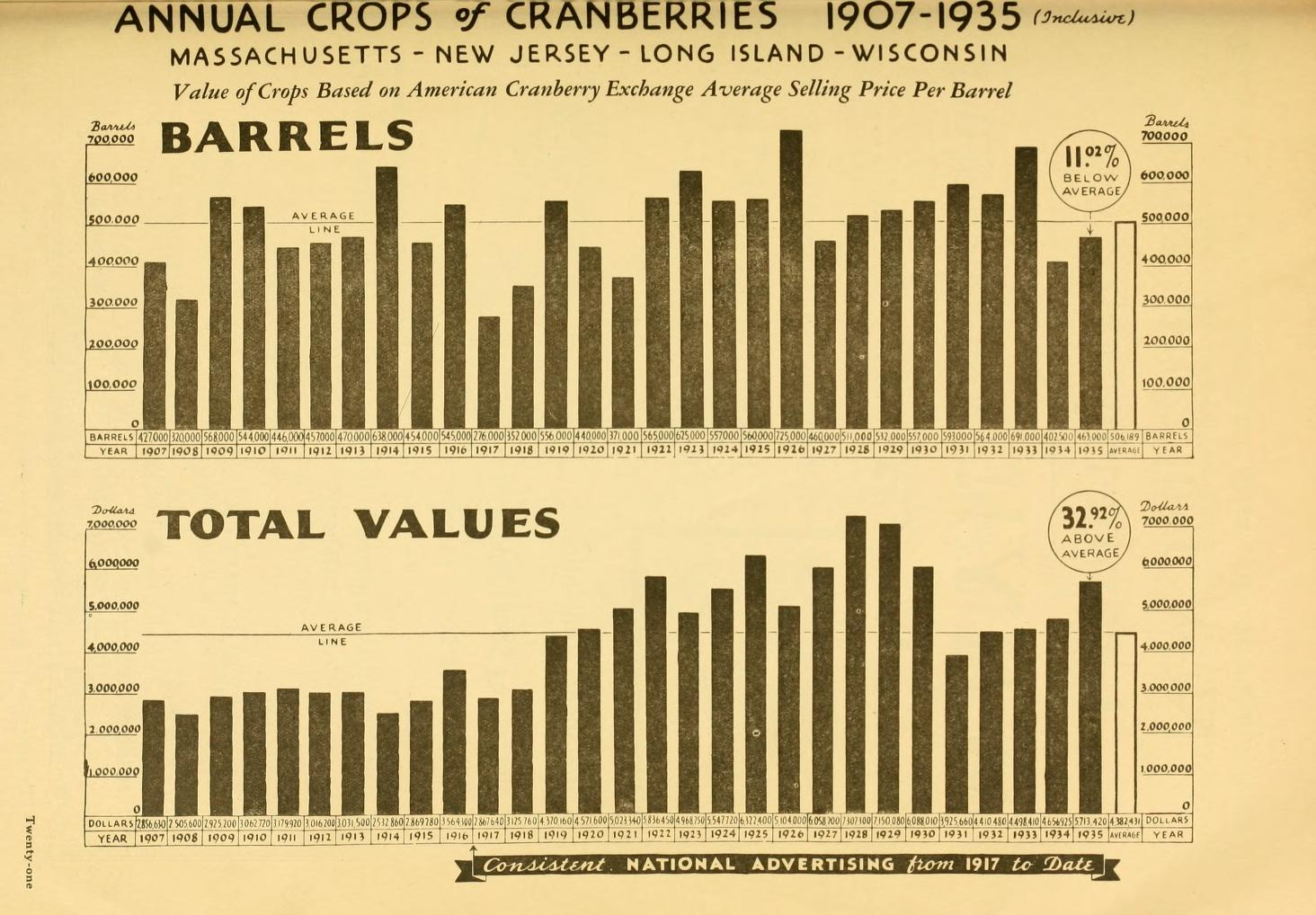
1907年から1935年のアメリカでの年間生産高

北アメリカではアメリカ州の先住民族が食用としたのが最初とされる。ペミカンなどの食材として使用されたほか、薬や染料としても使用された。アルゴンキン族は「ササマナシュ」と呼び、マサチューセッツの飢えたイギリス系移民に分け与えたとされ、感謝祭の伝統的料理に使用されている。1816年頃、アメリカ独立戦争で活躍したヘンリー・ホールがケープコッドにあるデニスで栽培したのがクランベリー農園の最初とされる。1820年代、ヨーロッパに輸出されていた。北欧やロシアで野生の植物として人気となった。スコットランドでは当初野生の植物であったが、生育地の変化によりもう生息していない。

## 栽培

### 生産地および土壌

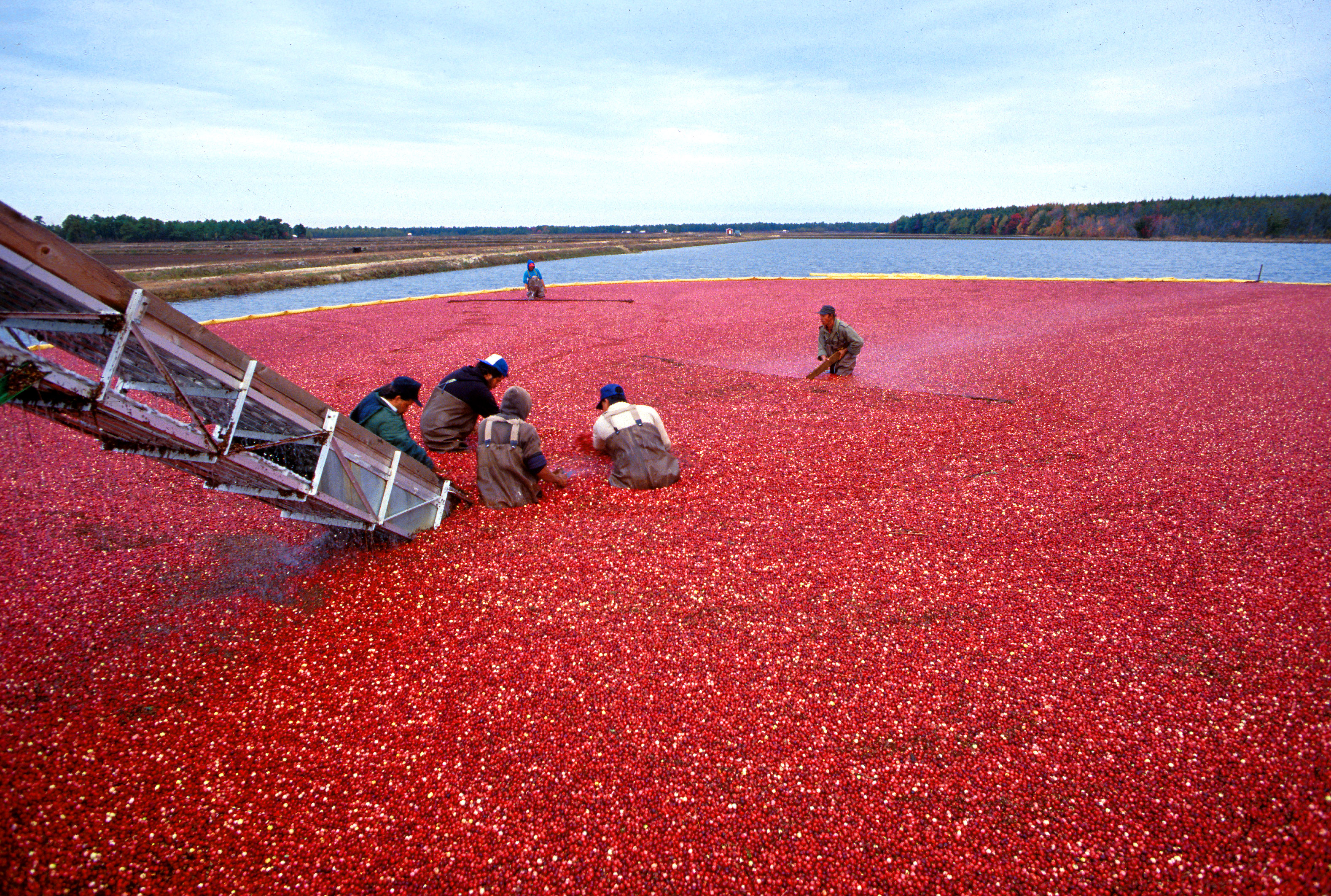
クランベリーの収穫（ニュージャージー州）

クランベリーはアメリカ合衆国のマサチューセッツ州、ニュージャージー州、オレゴン州、ワシントン州、ウィスコンシン州、カナダのブリティッシュコロンビア州、ニューブランズウィック州、オンタリオ州、ノバスコシア州、プリンスエドワードアイランド州、ニューファンドランド・ラブラドール州、ケベック州において主要な商業作物となっている。ブリティッシュコロンビア州のフレイザー・ヴァレイ地区では1,150ヘクターから国内生産量の95%を占める1,700万kgのクランベリーを生産する。アメリカ合衆国では国内生産量の半分以上を生産するウィスコンシン州が最大の生産地となっており、次にマサチューセッツ州が続く。また量は少ないが、アルゼンチン南部、チリ、オランダでも生産されている。
古くからのクランベリー畑は湿地帯に設けられてきたが、近年は地下水面の浅い高地に作られるようになってきている。地表面は畑の周囲に土手を作るために削り取られ、砂が4から8インチ（10から20cm）の深さに敷かれる。排水を均等にするため地表面はレーザー水準器で平面にされ、タイル敷きの排水設備や側溝などの灌漑設備が設置されている。土手の上は重機が運行することもできる。
年中水浸しとの誤解もあるが、生育期には水に浸かっていない。ただし土は常に湿った状態である。秋になると収穫しやすいように水がはられ、果樹を冬季の低気温から保護する。ウィスコンシン州、ニューイングランド、カナダ東部などの寒冷地において、冬季にこの水は凍る。3年から5年ごとに氷の上からトラックで薄く砂を撒き、害虫駆除や幹の再活性化を図る。

### 繁殖
クランベリーは移植することにより繁殖する。新しい畑の砂の上につるが広がり、砂の中に入り込む。最初の数週間こまめに水やりすると、根がはり新芽が育つ。初年度は窒素肥料を少量与える。新たなクランベリー畑の設置費用は1ヘクターにつき7万ドル（1エーカーにつき28,300ドル）と見積もられる。

### 成熟および収穫

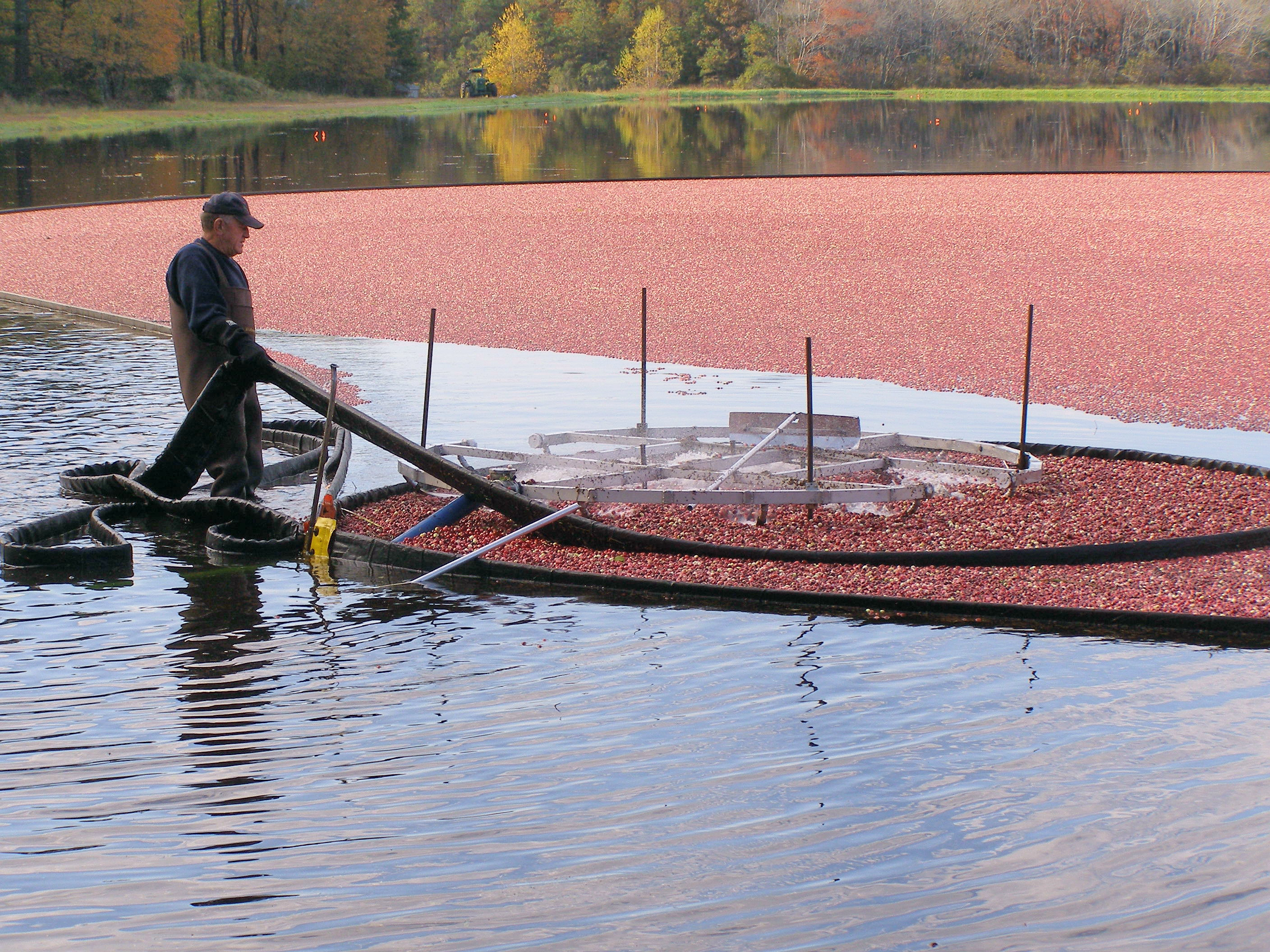
水上での収穫

秋、9月から11月上旬頃、実が真っ赤に色付くと収穫の時期となる。実は最初白または薄いピンクであるが、日光を充分に浴び完熟すると真っ赤に色付く。50年前より、6から8インチ（15から20cm）の深さまで水を張り、収穫機でつるから実を外す収穫方法が行なわれている。水に浮いた実は畑の角に集められてベルトコンベヤーまたはポンプでトラックに積まれ、倉庫に移動する。洗浄および選別され、梱包または加工まで保存される。
多くのクランベリーが上記のように水上で収穫されるが、アメリカの収穫高の5から10%は水を張らずに収穫される。この収穫方法は人件費がかかる上に収穫量も少ないが、傷みが少ないため冷凍や加工を施すことなく生で販売することができる。昔は櫛形の農具で収穫されていたが、近現代では機械化されて、つるを傷めず走行できるほどの小さい収穫機で収穫する。
白いクランベリー・ジュースは熟した実から製造されるが、赤くなる前のものを使用する。早期の収穫は収穫高を下げ、早期の水張りはつるに損傷を与えるが、それほど深刻ではない。
生のクランベリーは、腐敗予防に通気性を良くした底が網目状またはすのこ状の浅いビンまたは箱に入れられる。生で販売されるクランベリーは夏の終わりに収穫され、冷蔵庫ではなく壁の厚い倉庫で保存される。倉庫の排気口の開閉により室温が調節される。加工予定のクランベリーは、収穫直後に大きなコンテナに入れられ冷凍されることが多い。

## 食用

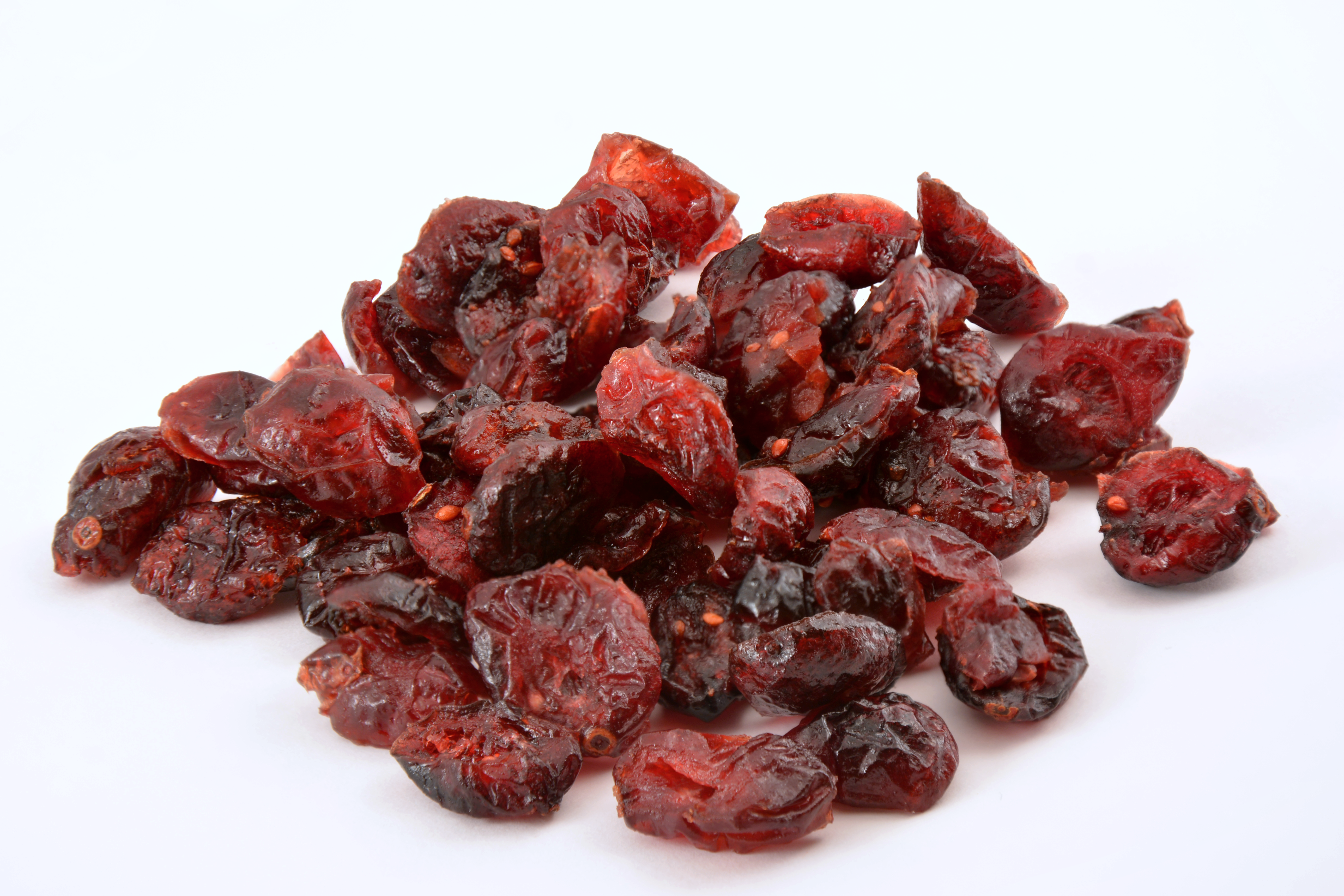
ドライ・クランベリー

### 栄養価
生のクランベリーにはミネラル、マンガンのほか、ビタミンC、食物繊維が含まれている。特にビタミンCに富む。これらは100gにつき1日の摂取基準の1割以上を占め、微量ながらほかの栄養素も存在する。

### 食用方法
果実は堅く非常に酸味が強く、95%がクランベリージュースやクランベリーソースの原料となる。またドライにしたり、甘味料を加えたりして販売される。生果実だけではなく、加工品はソース仕立てにして、瓶詰や缶詰にして売られている。
通常、クランベリージュースは酸味を減らすため甘味料を加えたり、ほかの果汁を混ぜたりする。コスモポリタンなど多くのカクテルがクランベリージュースから作られる。1oz(30ml)につき小さじ1杯の砂糖が加えられており、クランベリージュースを使用したカクテルは、肥満に繋がる炭酸飲料よりはるかに甘い。
クランベリーの果実はクランベリーソースとして知られるコンポートやゼリーとして調理される。クリスマスやアメリカ合衆国およびカナダの感謝祭では七面鳥の丸焼きにクランベリーソースが伝統的な定番となっている。マフィン、スコーン、ケーキ、パンなど小麦粉製品でも使用される。この場合、オレンジやゼストなどと併せることもある。まれにスープやシチューなどの酸味付けに使用されることもある。
生のクランベリーは家庭で冷凍して約9ヶ月保存することができ、解凍せずに調理できる。

## 健康
古くから膀胱炎、尿道炎、尿路結石の予防に役立つといわれている。果実に含まれるアントシアニンは、目のトラブル改善、網膜の疲労改善に役立ち、抗酸化作用が高いことから免疫力を高める作用をもつ。
2018年レビューでは、7つのランダム化比較試験からクランベリージュース（ブルーベリーの抽出物や粉末でも）は、12週間後までに2型糖尿病の血糖制御に有益な効果が示されていた。別の2019年のレビューでは心血管疾患ではクランベリーは、収縮期血圧およびBMIを減少させていたが、総コレステロールなど血中脂質、空腹時インスリン、インスリン抵抗性などには影響はなかった。

### 尿路感染症への使用
国立健康・栄養研究所による2018年の調査では、尿路感染症に有効であるとするランダム化比較試験を10研究発見したメタ分析が、2012年と2008年に2報告あり、「尿路感染症に有効性が示唆されている」とされている。
その調査では見つかっていない2013年のシステマティックレビューでは、24のランダム化比較試験があり効果は示されていなかった。
2024年のシステマティックレビューで、女性の尿路感染症の再発や、小児、尿路感染症の疑いのある人に対するクランベリーによる介入で、尿路感染症の症状を軽減するとのエビデンスがあるとされた。
高齢者と妊婦、神経因性膀胱機能障害による排尿障害を合併する患者には、尿路感染症の症状を軽減するとのエビデンスはなかった。
紫色採尿バッグ症候群の治療に使用している施設もあるが、適切な製剤がないために適応が難しい。また果汁にはシュウ酸が多く含まれるために、過剰な摂取はシュウ酸結石（尿路結石の1種）のリスクを高めるとされる。ほかにも下痢や嘔吐などの副作用も報告されている。

## ギャラリー

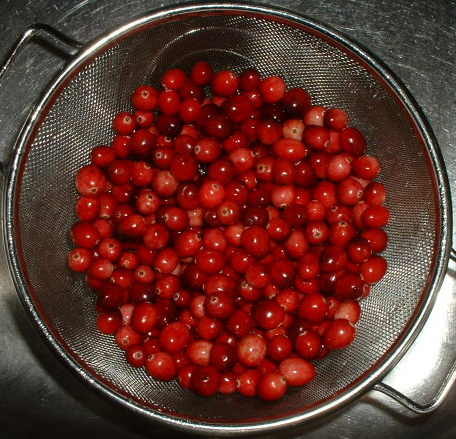
果実
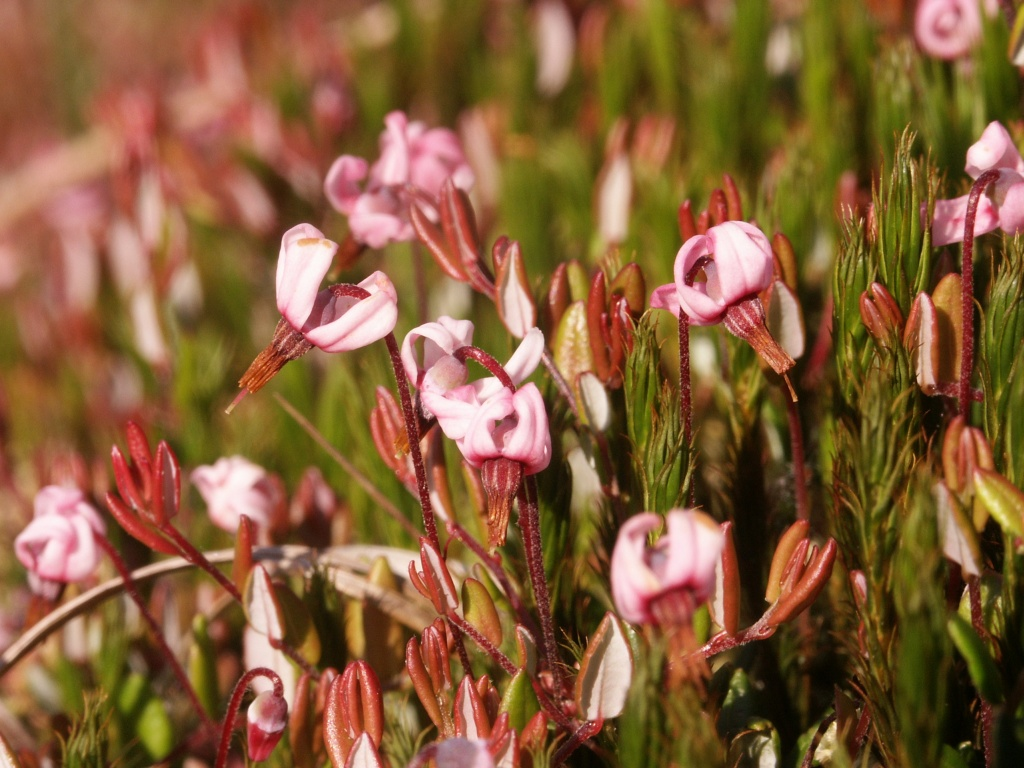
ツルコケモモの花